# غشايش (مراغة)
غشايش هي قرية في مقاطعة مراغة، إيران. يقدر عدد سكانها بـ 234 نسمة بحسب إحصاء 2016.